# 安宅屋
有限会社安宅屋本店（あたぎやほんてん、英: Atagiya Co., Ltd.）は、徳島県三好市池田町マチ2477に本社を置く和菓子メーカーである。
創業は1892年（明治25年）、設立は1954年（昭和29年）。あたぎや羊羹のブランドで知られ、あたぎや羊羹は明治時代から阿波名物だったとされる。

## 名称の由来
先祖が安宅関に存在していたことから、安宅屋（あたぎや）という屋号が付けられた。安宅関における義経と弁慶の交流を伝えるために考案されたのがあたぎや羊羹である。

## 主な受賞歴
- 1989年（平成元年） - 第21回全国和菓子博覧会 総裁賞
- 1994年（平成6年） - 第22回全国和菓子博覧会 名誉総裁賞

## 直営店
- 安宅屋総本店（徳島県三好市池田町マチ2477）
- 安宅屋駅前店（阿波池田駅前通り商店街内）

その他、阿波池田駅構内セブンイレブン・キオスク等で販売。